# ميلان بويوفيتش
ميلان بويوفيتش (بالسيريلية الصربية: Милан Бојовић) هو لاعب كرة قدم صربي في مركز الهجوم، ولد في 13 أبريل 1987 في Lučani ‏ في صربيا. لعب مع اتحاد أبناء سخنين ونادي بارتيزان ونادي بانيتوليكوس ونادي تشوكاريتشكي ونادي فويفودينا ونادي لاريسا ونادي ياغودينا.

## وصلات خارجية
- ميلان بويوفيتش على موقع الاتحاد الأوربي (الإنجليزية)
- ميلان بويوفيتش على موقع قاعدة بيانات كرة القدم.إي يو (الإنجليزية)
- ميلان بويوفيتش على موقع Soccerbase.com (لاعب) (الإنجليزية)
- ميلان بويوفيتش على موقع Soccerway.com (الإنجليزية)
- ميلان بويوفيتش على موقع عالم كرة القدم.نت (الإنجليزية)